# لیک کاترین (نیویورک)
لیک کاترین (به انگلیسی: Lake Katrine) یک منطقهٔ مسکونی در ایالات متحده آمریکا است که در شهرستان اولستر، نیویورک واقع شده‌است. لیک کاترین ۵٫۸ کیلومتر مربع مساحت و ۲٬۳۹۷ نفر جمعیت دارد و ۵۶ متر بالاتر از سطح دریا واقع شده‌است.